# Ожегович, Огнен
Огнен Ожегович (серб. Огњен Ожеговић / Ognjen Ožegović; 9 июня 1994, Градишка, Босния и Герцеговина) — сербский футболист, нападающий греческого клуба «Атромитос». Чемпион Европы в составе юношеской сборной (до 19 лет).

## Карьера

### Клубная
Воспитанник клуба «Црвена Звезда». В 2012 году стал привлекаться к матчам основной команды. Однако на поле так ни разу и не вышел. 9 июля на правах аренды перешёл в «Банат». В его составе сыграл 14 матчей и забил 2 гола. 31 декабря вернулся в родной клуб.
30 марта 2013 года дебютировал в основном составе «Црвены Звезды».

### В сборной
В рамках отборочного турнира чемпионата Европы 2012 сыграл за сборную Сербии до 17 лет 2 матча.
В 2013 году дебютировал в команде Сербии до 19 лет. Тогда она играла в отборочном турнире чемпионата Европы. Преодолев элитный раунд, Сербия попала в групповой этап турнира. В нём Ожегович сыграл два матча: против Франции и Грузии. Также выходил на поле в финале на 88-й минуте. В том матче сербы одержали победу и стали чемпионами Европы.

## Достижения
- Вице-чемпион Сербии (2): 2011/12, 2012/13
- Обладатель Кубка Сербии (1): 2011/12
- Победитель чемпионата Европы (до 19 лет) (1): 2013